# Busia, Uganda
Busia är en stad i östra Uganda, vid gränsen mot Kenya. Staden är administrativ huvudort för ett distrikt med samma namn, och hade cirka 63 000 invånare 2019. På andra sidan gränsen ligger en jämnstor kenyansk stad som också heter Busia, och dessa två städer bildar ett gränsöverskridande storstadsområde med cirka 100 000 invånare.

## Administrativ indelning
Busia är indelad i två administrativa divisioner:
- Eastern
- Western